# Pantai Cermin Kanan
Pantai Cermin Kanan is een bestuurslaag in het regentschap Serdang Bedagai van de provincie Noord-Sumatra, Indonesië. Pantai Cermin Kanan telt 3957 inwoners (volkstelling 2010).